# Operațiunea „Anihilați!”
Operation: Annihilate! este ultimul episod din sezonul I al serialului Star Trek: Seria originală. Episodul care a avut premiera la 13 aprilie 1967. A fost scris de Stephen W. Carabatsos și regizat de Herschel Daugherty.

## Prezentare
Enterprise ajunge pe Deneva – căminul fratelui căpitanului Kirk, Sam – și descoperă că întreaga planetă a fost infestată de creaturi extraterestre asemănătoare cu o amibă, care au atacat și au ucis o mare parte a populației umane. Una dintre creaturi se lipește de Spock, care se oferă ca subiect voluntar pentru experimentele medicale ale dr-ului McCoy. După ce McCoy îl orbește temporar din greșeală pe Spock în timpul unuia dintre teste, doctorul este nevoit să găsească rapid o cale de a anihila periculoasele creaturi.